# 克罗顿的阿尔克迈翁
克羅頓的阿爾克邁翁（又譯阿尔克芒，約前490年—），古希腊自然哲学家，据传是毕达哥拉斯的学生。阿爾克邁翁生活在意大利南部的希臘殖民地克羅托內古城。
阿爾克邁翁的自然哲學著作主要涉及醫學和生物學領域。他強調大腦作為感知器官的重要性。感覺一定是沿著空氣通道從感官進入大腦，儘管他從未看見任何通道，也沒有這樣的通道存在。

## 生平
阿爾克邁翁生於亞平寧半島南端的古希臘殖民地克羅托內，父名佩里蘇斯（Peirithous）。關於其生年的記載互有齟齬，約在前6世紀末到5世紀初之間。其著作主要關注醫學題材，對占星術和氣象學亦有所涉獵。今人對其生平所知僅此而已。

## 拓展閱讀
- （法文）Bruno Centrone: Alcméon de Crotone. In: Richard Goulet (Hrsg.): Dictionnaire des philosophes antiques. Band 1, CNRS, Paris 1989, ISBN 2-222-04042-6, S. 116–117